# 用賀商店街

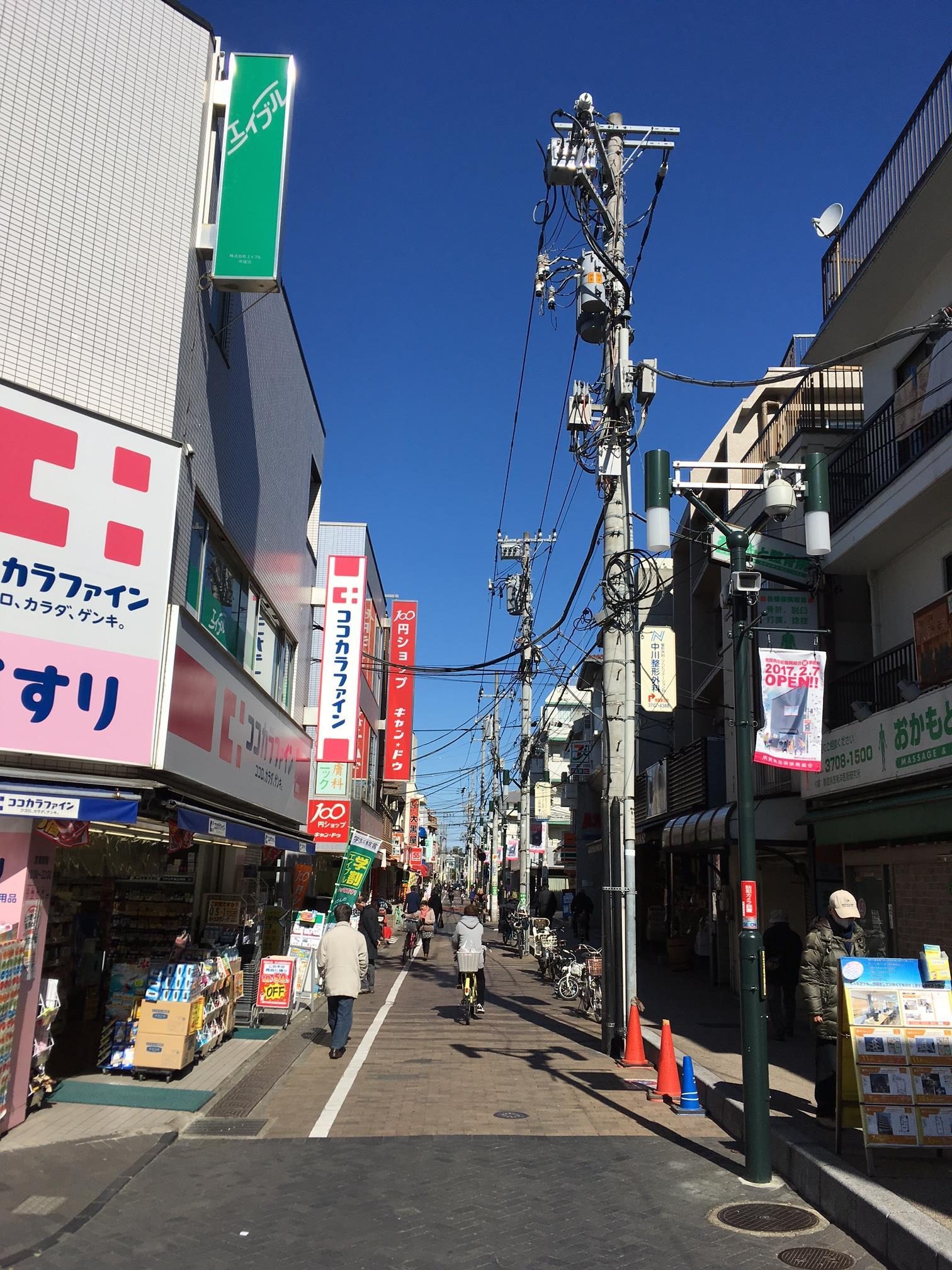
用賀商店街

用賀商店街（ようがしょうてんがい）とは東京都世田谷区用賀を中心に、上用賀と玉川台の一部合計3地区からなる商店街である。正式名称は用賀商店街振興組合。
1988年4月発足。本稿では用賀商店街の前身『用賀商店会』についても記すことにする。

## 概要
関東大震災後、人口の移動が郊外に広がり、住宅地対応の商店街として成長した。そして、戦後の混乱の中で、昭和22年、48店による『用賀商店会』が発足した。